# 尼子國久
尼子國久（日语：／ Amago Kunihisa，1492年—1554年11月25日、明應元年—天文廿三年十一月一日），日本 戰國時代武將，尼子氏家臣，新宮黨黨首。

## 生平
明應元年（1492年），國久作為出雲國戰國大名尼子經久的次子誕生，母親為安藝國國人吉川經基之長女，妻子為石見國余勢城城主多胡忠重之女，其兄為尼子政久，其弟為尼子興久 。大約在永正九年（1512年）時，受室町幕府管領細川高國賜予偏諱，改名為國久。
雖然姓氏是尼子，然而在永正七年（1510年）《千家文書》（出雲大社宮司家系的文獻）的記事中，記載有『尼子殿御子息吉田の孫四郎殿』等內容，因此推測國久曾被收為出雲吉田莊吉田氏的養子。吉田氏是宇多源氏佐佐木氏的旁系，為獲得幕府奉公眾地位、擁有守護不入特權之豪族。與其弟興久成為塩冶氏之養子相同，這被認為是經久為懷柔在地國人所採取的策略。其後興久因叛亂而遭討伐（塩冶興久之亂），其原本掌握的出雲西部塩冶地區，也由國久繼承。

## 新宮黨事件
「新宮黨」這一名稱雖是在國久時期才開始被使用（因國久居住地在月山富田城北麓的新宮谷而命名），但在此之前，尼子氏一門就已經組織了一支具備親衛隊性質的精銳部隊。這支部隊對尼子氏勢力的擴張貢獻甚大，曾從出雲國出征至安藝國、備後國等地轉戰各地。在天文十年（1541年）的吉田郡山城之戰中，這支組織的實質領導者尼子久幸戰死。
該精銳部隊後由國久繼承，並持續作為尼子一門的藩屏發揮重要作用，在之後的備後、伯耆諸國的遠征中，都為尼子氏立下戰功，大大促進了尼子氏勢力的擴張。國久也憑藉其卓著的戰功，被父親尼子經久指定為嫡孫晴久的後見人。然而，在經久死後，國久與同時也是其女婿的新當主晴久在政策方針上屢有歧見，雙方時常發生對立。此外，由於新宮黨直接掌控了吉田氏與塩冶氏的舊領地，在出雲地區的影響力甚至凌駕於晴久之上，且已有確認的事實顯示，國久未經晴久的許可，便擅自裁決所領內的紛爭。新宮黨中亦有不少成員仗恃武威，行事跋扈，與其他尼子家的譜代家臣發生矛盾衝突。為此，國久與晴久的關係逐漸惡化，其經過亦見於《鰐淵寺文書》之中。
之後，晴久抓住正室（國久之女）亡故之契機，在天文廿三年（1554年）十一月對名噪一時的尼子家最強軍團新宮黨進行肅清，國久與其子誠久等一族遭晴久誅殺（新宮黨事件），享年63歲。
作為尼子氏軍事支柱的新宮黨，為何會以如此方式遭到肅清，原因可謂眾說紛紜。其中一種說法認為，是毛利元就為了削弱終將與自己對決的尼子氏勢力，故意散布流言，聲稱新宮黨圖謀叛變，並以偽書為證，誘導晴久陷入疑神疑鬼之中。當時，晴久與其叔父國久之間的關係本就微妙，元就正是巧妙地煽動了這層不信任，促使雙方對立更劇，終至破滅。。

## 出處
1. ↑  村田正志編（1976）P.157
2. ↑  上田正昭、津田秀夫、永原慶二、藤井松一、藤原彰（2009）P.51
3. ↑  今井尭（1984）P.326-327
4. ↑  長谷川博史（1993）P.374
5. ↑  長谷川博史（1993）P.365-367
6. ↑  米原正義（1974）P.157
7. ↑  小和田哲男（2021）P.30-31
8. ↑  長谷川博史（1993）P.373
9. ↑  安来市観光協会 広報部（2023）